# Nymphaea rudgeana
Nymphaea rudgeana là một loài thực vật có hoa trong họ Nymphaeaceae. Loài này được G.Mey. miêu tả khoa học đầu tiên năm 1818.